# あかてん☆ヒーロー!
『あかてん☆ヒーロー！』（Imperfect Hero）は、南京ぐれ子による日本の漫画作品。『コミックバーズ』（幻冬舎コミックス）にて、2002年11月号から2004年10月号まで連載。

## 登場人物
緑川ゆうじ
高校生。ガクセーファイブのグリーン。
マユラ
グルダークの幹部。

## 評価
A・E・スパロウは、IGNに寄稿した文で『あかてん☆ヒーロー!』はスーパー戦隊ジャンルのパロディであると評した。エド・チャベスは、Mania.comに寄稿した文で本作はシチュエーション・コメディのようなストーリーをしていると述べた。

## 書誌情報
- 南京ぐれ子『あかてん☆ヒーロー！』幻冬舎コミックス〈バーズコミックス〉、全3巻
  1. 2003年7月24日発売[1]、ISBN 4-344-80263-2
  2. 2004年3月24日発売[4]、ISBN 4-344-80382-5
  3. 2003年10月24日発売[5]、ISBN 4-344-80468-6